# Syllegomydas claripennis
Syllegomydas claripennis is een vliegensoort uit de familie Mydidae. De wetenschappelijke naam van de soort is voor het eerst geldig gepubliceerd in 1906 door Becker.
De soort komt voor in Egypte en Tunesië.